# NGC 2389
NGC 2389 è una galassia a spirale barrata situata nella costellazione dei Gemelli, a una distanza di circa 197 milioni di anni luce dalla nostra Via Lattea.

## Scoperta
La galassia è stata scoperta il 5 febbraio 1788 dall'astronomo britannico di origine tedesca William Herschel.

## Descrizione
NGC 2389 ha una classe di luminosità III e presenta una larga riga a 21 cm dell'idrogeno neutro.
Nella galassia sono presenti anche regioni di idrogeno ionizzato.
Data la sua luminosità superficiale pari a 14,02, NGC 2389 può essere classificata come una galassia a bassa luminosità superficiale (nella letteratura in lingua inglese abbreviata in LSB, acronimo di Low Surface Brightness). Le galassie LSB sono galassie di tipo diffuso (D) con una luminosità superficiale inferiore di almeno una magnitudine a quella del cielo notturno circostante.
Nelle immagini, NGC 2388 e NGC 2389 appaiono molto ravvicinate nella stessa regione di cielo e si trovano a una distanza simile dalla nostra Via Lattea. È quindi ragionevole pensare che esse formino una coppia di galassie in interazione gravitazionale reciproca.